# Olterteich
Der Olterteich ist ein Teich am Nordrand der Jungen Heide im Dresdner Stadtteil Wilschdorf. Der 0,095 ha große und als Gewässer zweiter Ordnung klassifizierte Olterteich gehört mit den ihn umgebenden Wald- und Sumpfflächen zum 1,6 ha großen Dresdner Flächennaturdenkmal (FND Nr. 25) Olterteich im Landschaftsschutzgebiet Dresdner Heide. An das Flächennaturdenkmal grenzt das 0,1 ha große Naturdenkmal Oltersteine (Nr. 19).

## Lage und Geschichte
Der Olterteich befindet sich südlich der Ortslage Wilschdorf sowie des Kleingartenvereins Dresden-Wilschdorf, etwa 320 Meter nordwestlich des Zentrums der Autobahnanschlussstelle Dresden-Hellerau bzw. 200 Meter Luftlinie entfernt von deren Übergang in die Radeburger Straße. Der Teich hat bei 8 Metern Breite eine Ost-West-Ausdehnung von etwa 80 Metern. Etwa 500 Meter südwestlich befindet sich der Rote Teich, ein zuflussloser Himmelsweiher.
Trotz seines schwankenden Volumens führt der Olterteich ganzjährig Wasser und wurde daher in früheren Zeiten zur Viehtränke genutzt. Obgleich der Wasserstand in heißen Sommern deutlich sinkt, kann der Teich bei langanhaltendem Regen über die Ufer treten, so auch während des Elbhochwassers im Juni 2013.
Seinen Namen hat das Olter Teichelgen (1725) von den Oltersteinen und ist seinerseits Namenspate der 50 Meter westlich gelegenen Olter-Quelle. Diese organisch geprägte Sickerquelle mit permanenter Wasserführung weist einen naturnahen Quellbereich im Erlen-Birken-Bruchwald auf.
Oltersteine wie auch -teich stehen seit 1937 unter Naturschutz. Die Stadt Dresden weitete den Schutz per Verordnung im Mai 1993 auf das 1,6 Hektar große, L-förmige Gebiet aus, zur „Sicherung von Lebensgemeinschaften und Lebensstätten bestimmter Pflanzen und Tiere, insbesondere Amphibienvorkommen“ sowie zum „Erhaltung des geologischen Denkmals ‚Oltersteine‘ wegen seiner Seltenheit und Eigenheit.“